# Черрито, Фанни
Фа́нни (Франческа) Черри́то (ит. Francesca Cerrito, род. 11 мая 1817, Неаполь — ум. 6 мая 1909, Париж) — итальянская балерина.

## Жизнь и творчество
Фанни Черрито училась в школе Театра Сан-Карло, где была ученицей итальянского танцовщика, хореографа и педагога Карло Бласиса, и там же дебютировала на сцене в 1832 году. Затем выступала в театрах Италии и, заключив контракт с Венским театром Kaertnerthor, работала там в течение 18 месяцев. С 1838 по 1840 год выступала на сцене миланского театра Ла Скала. В 1840 и в 1842—1848 годах гастролировала в Лондоне.
В процессе работы продолжала постоянно совершенствоваться, брала уроки у французских хореографов Жюля Перро и Артюра Сен-Леона. Сен-Леон был долгое время партнёром Ф. Черрито на сцене. Они выступали вместе во время гастролей в Вене, а затем в Лондоне. Черрито гастролировала вместе с ним и в Италии (Рим, Флоренция, Парма), позднее — вновь в Лондоне, где Сен-Леон поставил балет «La Vivandière» (1843). Сохранилась хореографическая запись этого балета с подробно расписанным танцем для Черрито. Успех, сопутствовавший этой постановке, был развит в последовавших затем гастролях по Англии и Италии. 14 апреля 1845 года Сен-Леон и Черрито обвенчались в Париже и состояли в браке до 1851 года, пока не расстались.
Международное признание танцовщица получила во время своих неоднократных гастролей в Лондоне (1840—1848), в первую очередь благодаря изумительной технике танца и быстроте движений.
В 1853 году, уже после развода с Сен-Леоном, у Фанни Черрито родилась дочь от испанского дворянина.
В 1854 году в Париже Ф. Черрито исполняет заглавную партию в поставленном ею самой балете «Гемма» Габриелли.
Сезон 1855/1856 года она гастролировала в Петербурге и Москве. Именно в это время Петербургский балет возглавлял её бывший супруг Артюр Сен-Леон.
В 1857 она покидает сцену.
Наряду с Марией Тальони, Фанни Черрито относилась к числу тех немногих танцовщиц, что в XIX столетии серьёзно занимались хореографией.
В 1842 году она (совместно с Андре Десеем) пишет балет «Альма, или Дочь огня (Alma, ou La Fille de feu)». К её известным ролям можно отнести Ундину в одноимённом балете Ж. Перро, как и выступление в знаменитом «Па де катр» (1845) на музыку Ц. Пуни, для исполнения которого в Лондон были приглашены четыре величайшие балерины того времени и среди них Фанни Черрито (остальные: Карлотта Гризи, Мария Тальони, Люсиль Гран). «Па де Катр» был поставлен Ж. Перро по специальному высочайшему заказу для посещения театра английской королевой Викторией на сцене лондонского Театра Её Величества (Her Majesty’s Theatre) и состоялся 12 июля 1845 года, как и планировалось, в присутствии королевы. Балет вошёл в мировую классику и идёт на сцене многих театров.

## Репертуар
Королевский театр, Лондон
- 22 июня 1843 — Ундина*, «Ундина» Жюля Перро (Маттео — Жюль Перро)
- 23 мая 1844 — Кати*, «Маркитантка[англ.]» Артура Сен-Леона (Ганс — Артур Сен-Леон)
- 12 июля 1845 — «Па-де-катр»* Жюля Перро (вместе с Марией Тальони, Карлоттой Гризи и Люсиль Гран; в присутствии королевы Виктории).

Парижская Опера
- 20 октября 1847 — Фатьма*, «Мраморная красавица» Артура Сен-Леона (дебют в Париже; Манасс — Артур Сен-Леон).
- 22 февраля 1850 — Стелла*, «Стелла, или Контрабандисты[фр.]» Артура Сен-Леона.

(*) — первая исполнительница партии

## Признание
Портрет Черрито в роли Джеммы с обозначением года её дебюта (1848, в действительности дебютировала в 1847-м), написанный Гюставом Буланже по литографии Анри Эми, располагается на фризе Танцевального фойе Гранд-Опера среди других двадцати портретов выдающихся танцовщиц Оперы конца XVII — середины XIX веков.